# Église Saint-Martin de Lagery
Pour les articles homonymes, voir Église Saint-Martin.
L'église Saint-Martin est située sur la commune de Lagery, dans le département de la Marne, en France.

## Histoire
L'église de Lagery dépendait depuis 1100 de l'évêque Manassès II de Reims ; elle fut agrandie par les habitants au niveau du chœur et du chancel en 1270. La charpente du clocher fut refaite en 1502 avec un don des habitants. Claude Thiriel, seigneur de Lagery, fit un don pour la réfection du maître-autel en 1623.
En 1783 une grande campagne de travaux fut commencée pour reprendre la tour, le portail. L'église avait quatre chapelles, une dédiée à la Sainte-Vierge, une à st-Sébastien, une à st-Bon et la dernière, chapelle seigneuriale, à st-Isidore.
Les dégâts de la Première Guerre mondiale furent réparés en 1922 et 1927. Ils concernaient le toit, la voûte, le pavement et des vitraux ; ils n'étaient pas trop importants. De nouveau touchés par la Seconde Guerre mondiale, les vitraux furent réparés en 1943.

## Description
Les piliers de la nef sont rectangulaires et les fenêtres sont de type roman.

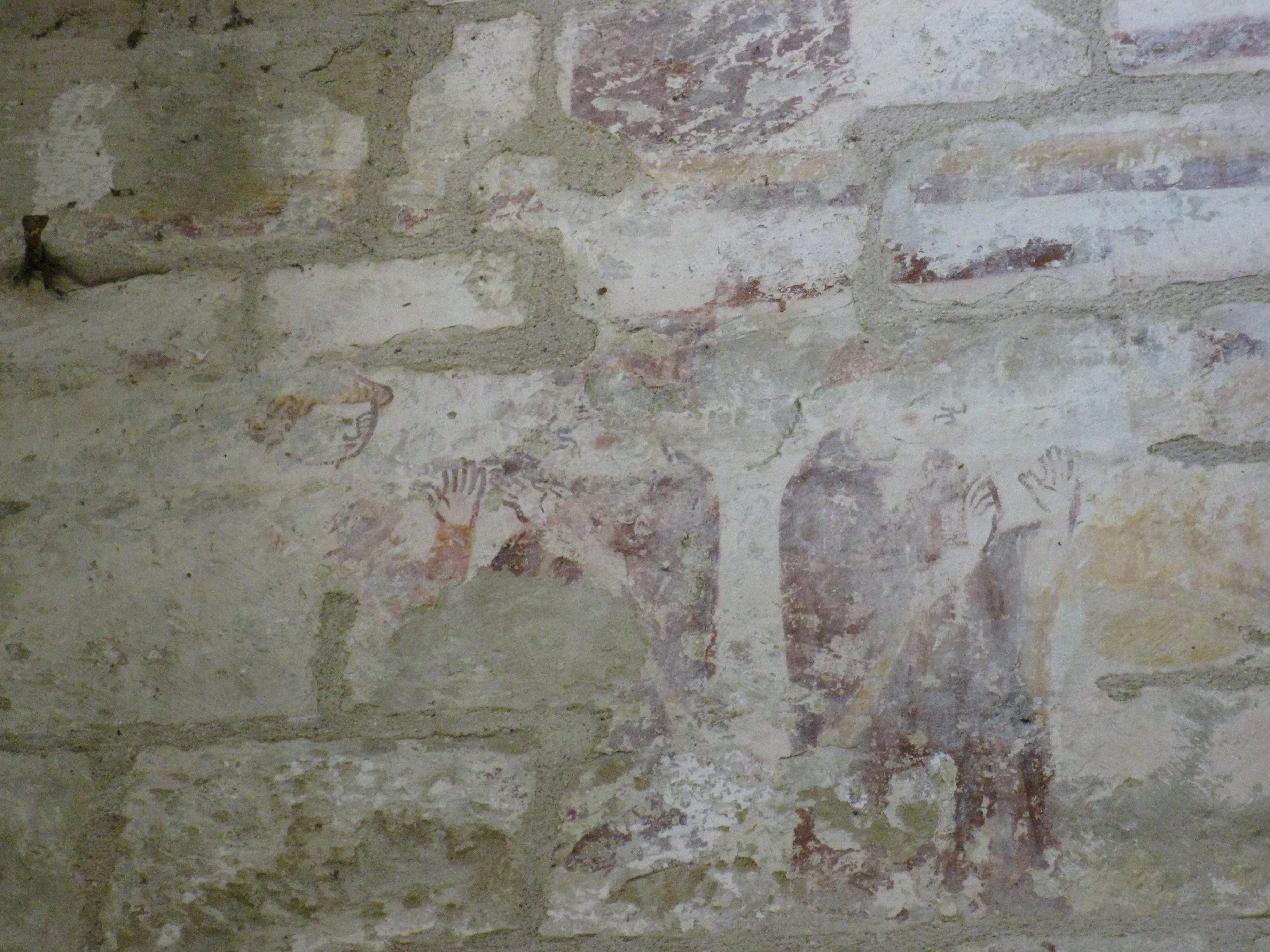
Fresque abîmée représentant des hommes, probablement des moines,
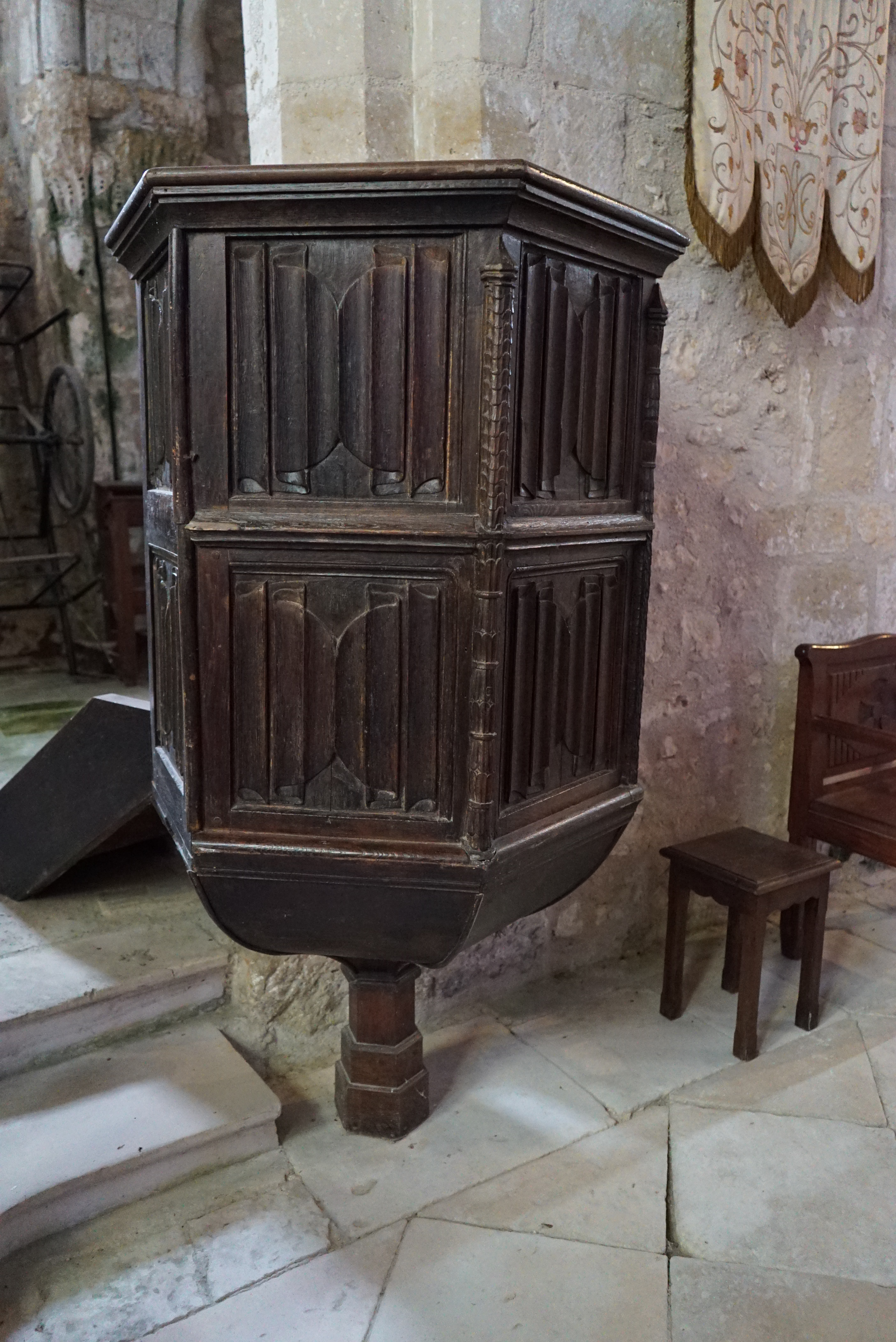
chaire, motifs de plis de serviette
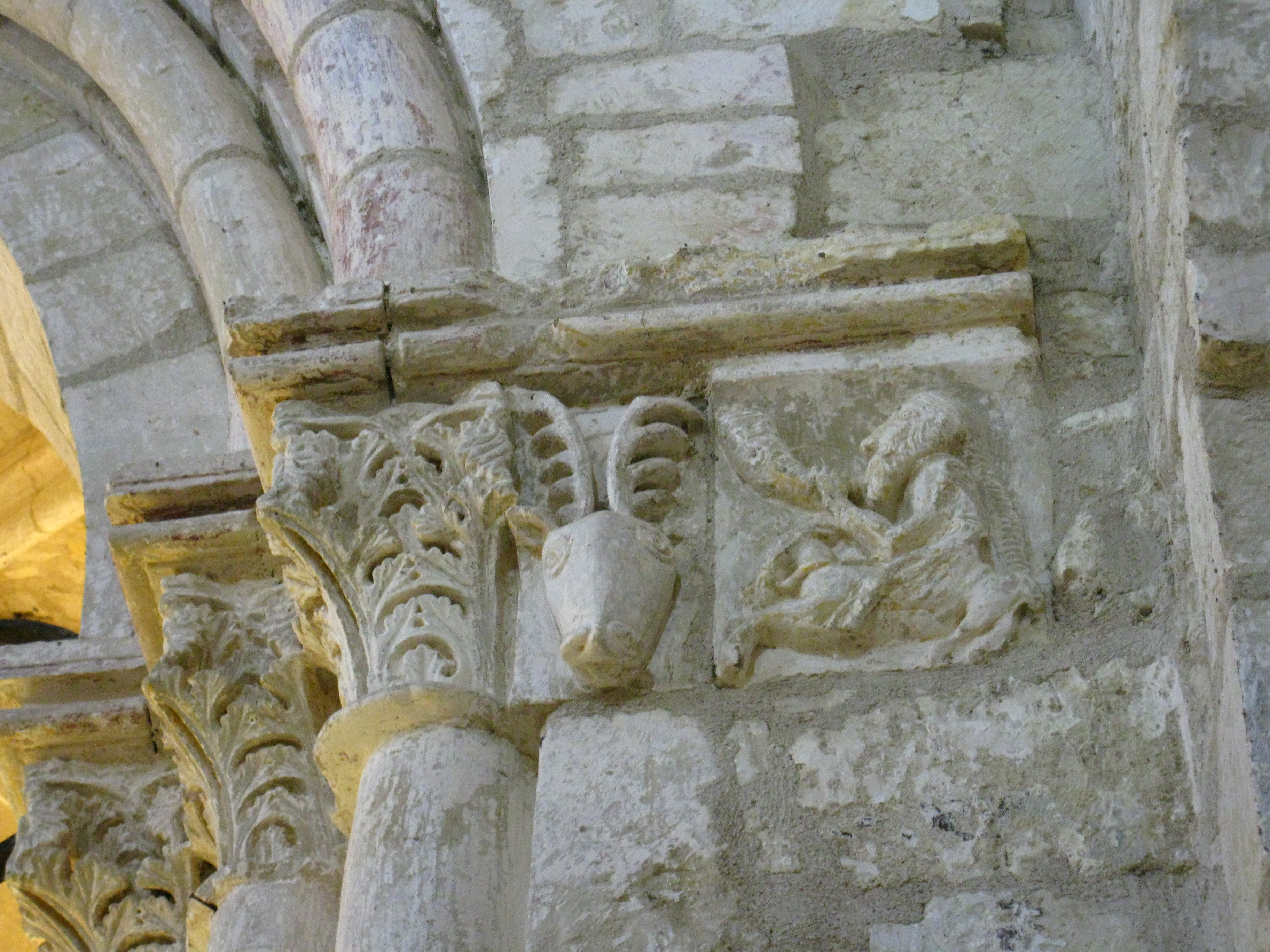
châpiteaux avec Cernunos(?).

Les parties les plus anciennes de l'église actuelle datent du XIIe siècle. En font partie le portail principal et l'arc triomphal. Les piles de cet arc portent des chapiteaux sculptés. En particulier, les seules sculptures figuratives du bâtiment se trouvent sur la pile Sud ; il pourrait s'agir d'un réemploi.

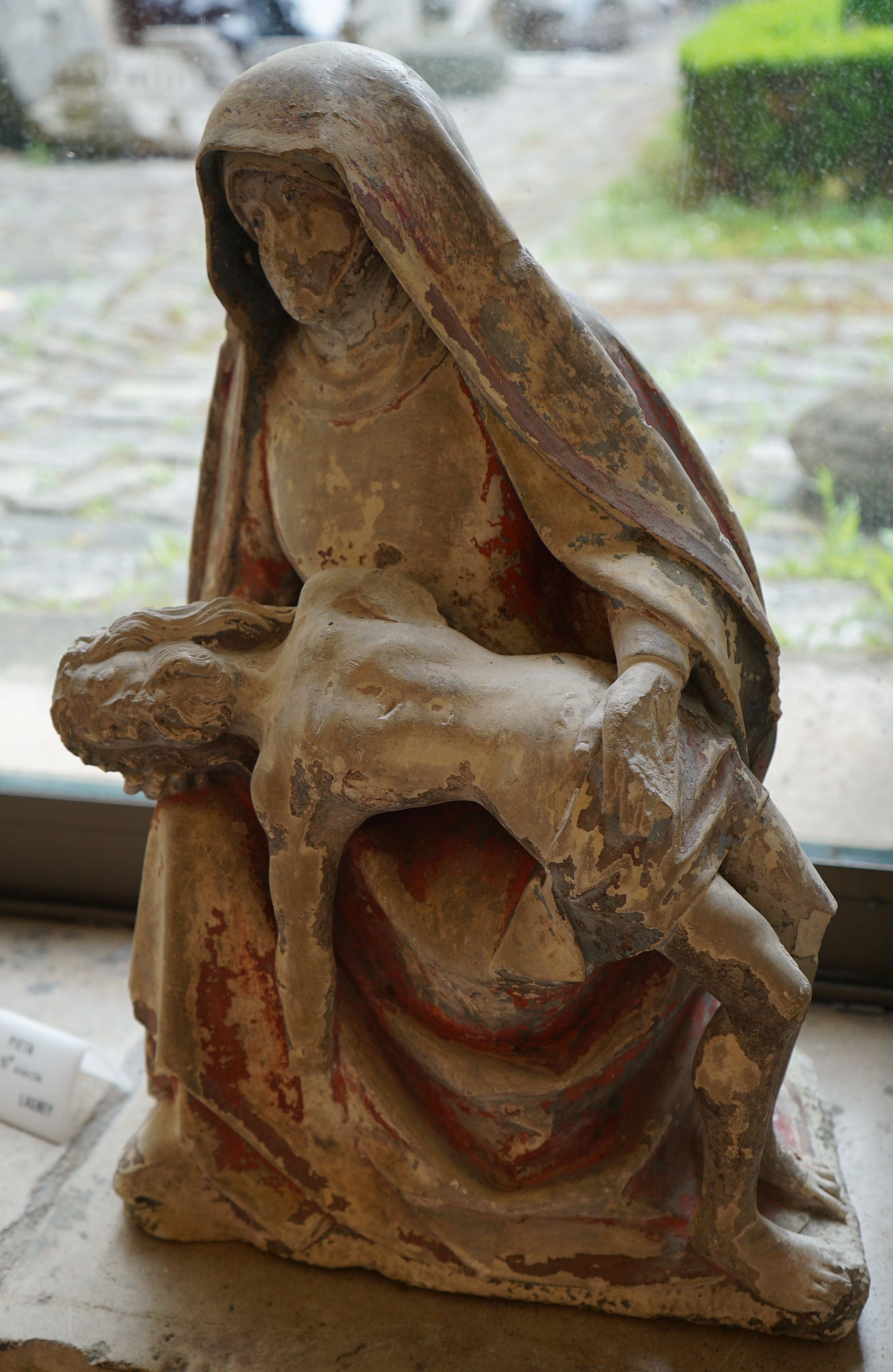
Pièta actuellement au Musée d'Art et d'Histoire de Toul.

Son clocher a la particularité de se trouver au-dessus du bas-côté Sud.
Les cloches furent fondues en 1836 par Cauchois jeune de Champigneulles-en-Bassigny et les inscriptions qui y figurent sont les suivantes :
- L'an 1836 j'ai été bénite avec ma sœur par M.Decary curé de Lagery et nommé Marie-Louise par M. Baron Nicolas Etienne prop et maire de lad commune de Lagery par Melle Marie Anne Louise Richet son épouse M. Huet instituteur et greffier ;
- L'an 1836 j'ai été nommé Henriette Zénaide par M. Fayel Pierre prop et adjoint de M. Baron maire de Lagery et par Melle Henriette Gandon sa belle fille épouse de M. Fayel Constantin fermeir au château dudit Lagery.

À l'intérieur se trouvent notamment des fresques des XIVe et XVe siècles et comme mobilier classé : 
- une dalle funéraire du XIVe siècle[3],
- Une chaire à prêcher du XVIIe siècle[4], et
- une verrière du XVIe siècle.

## Galerie de photos

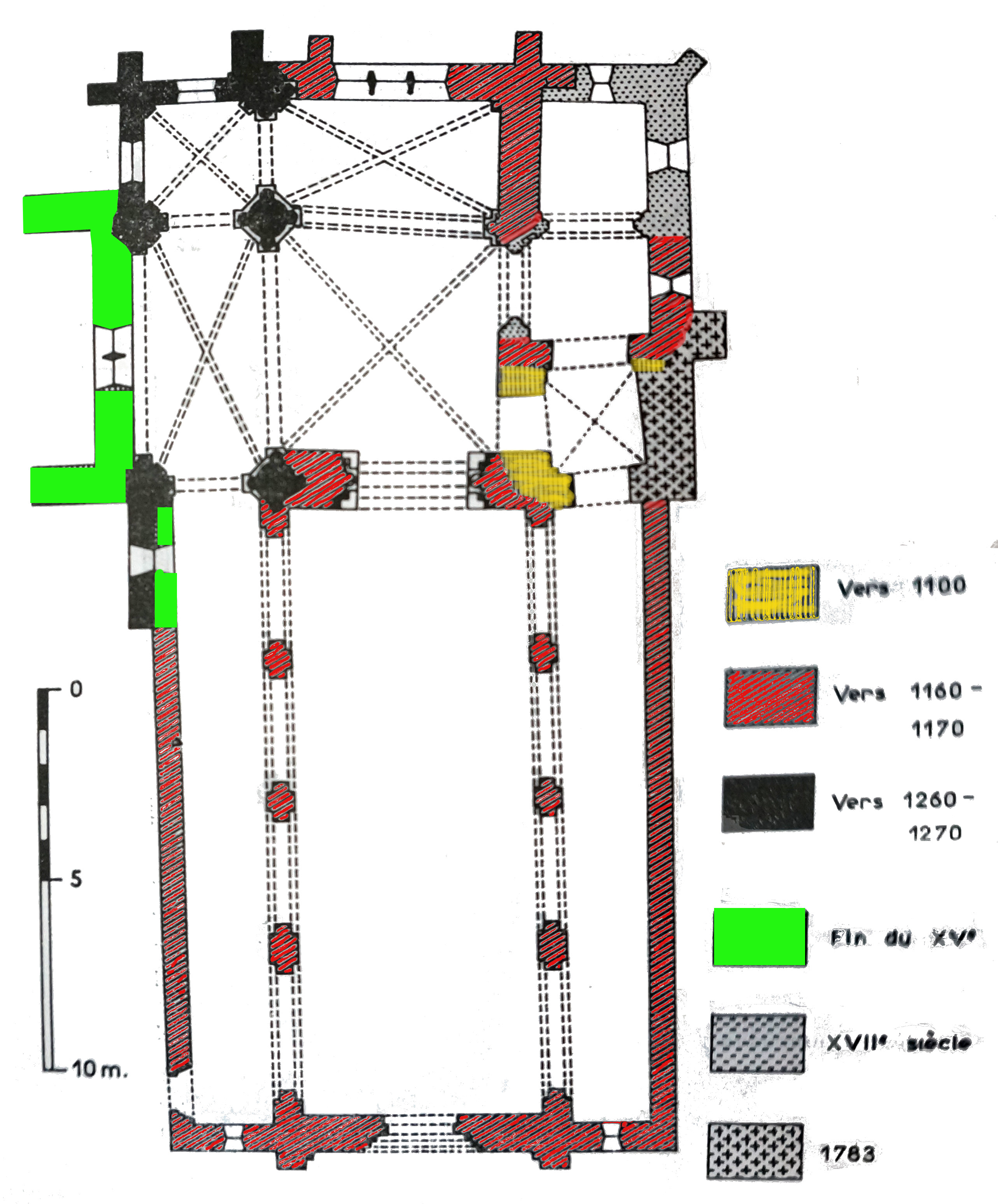
Le plan de l'église.
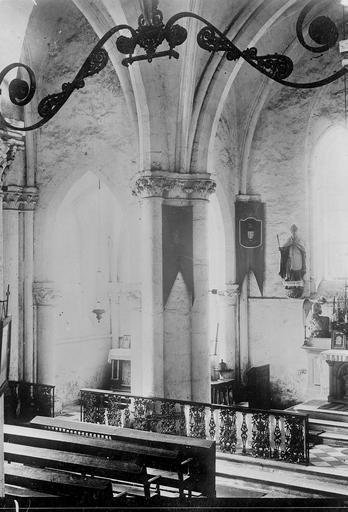
en 1914,
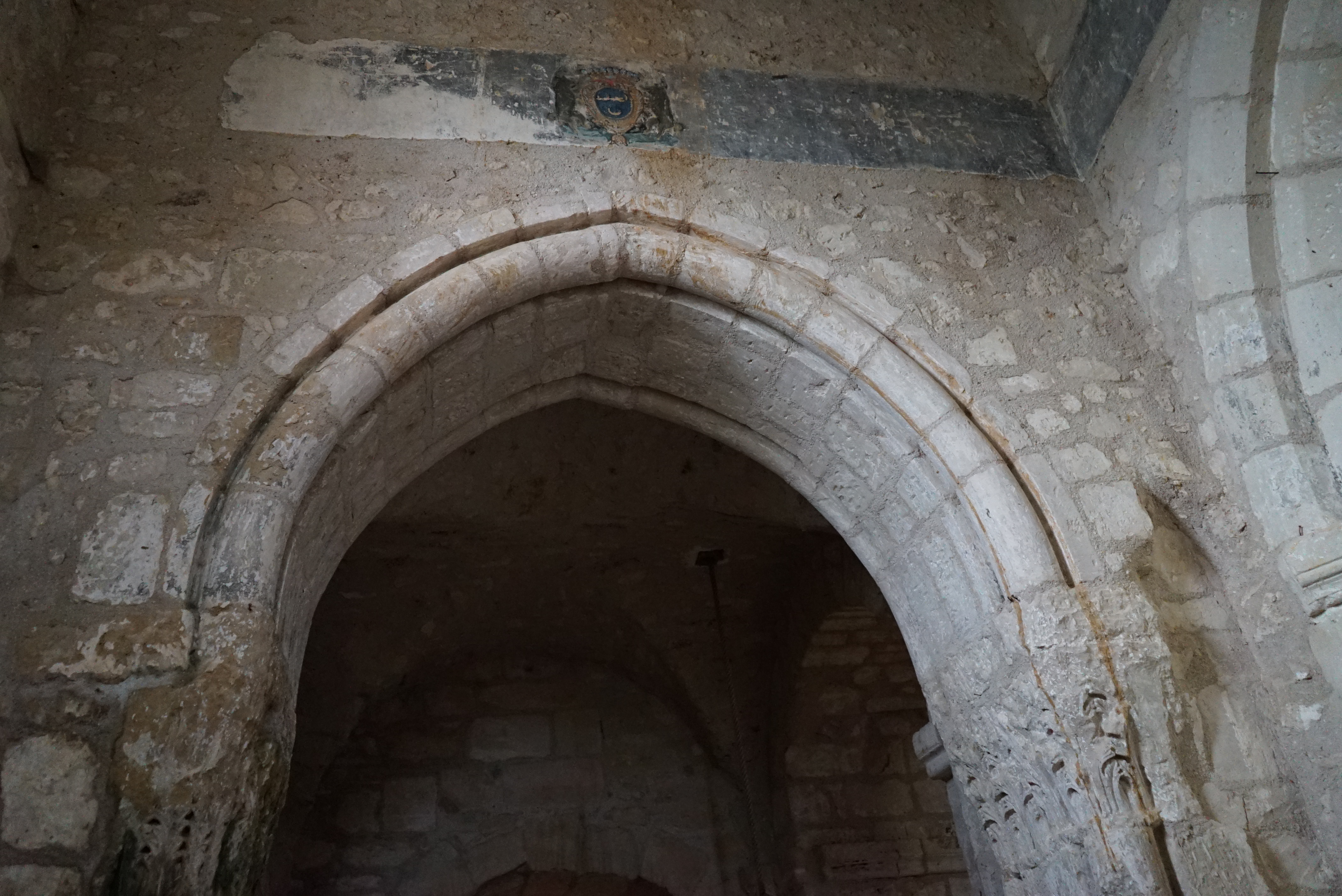
chapelle seigneuriale avec litre et armes.
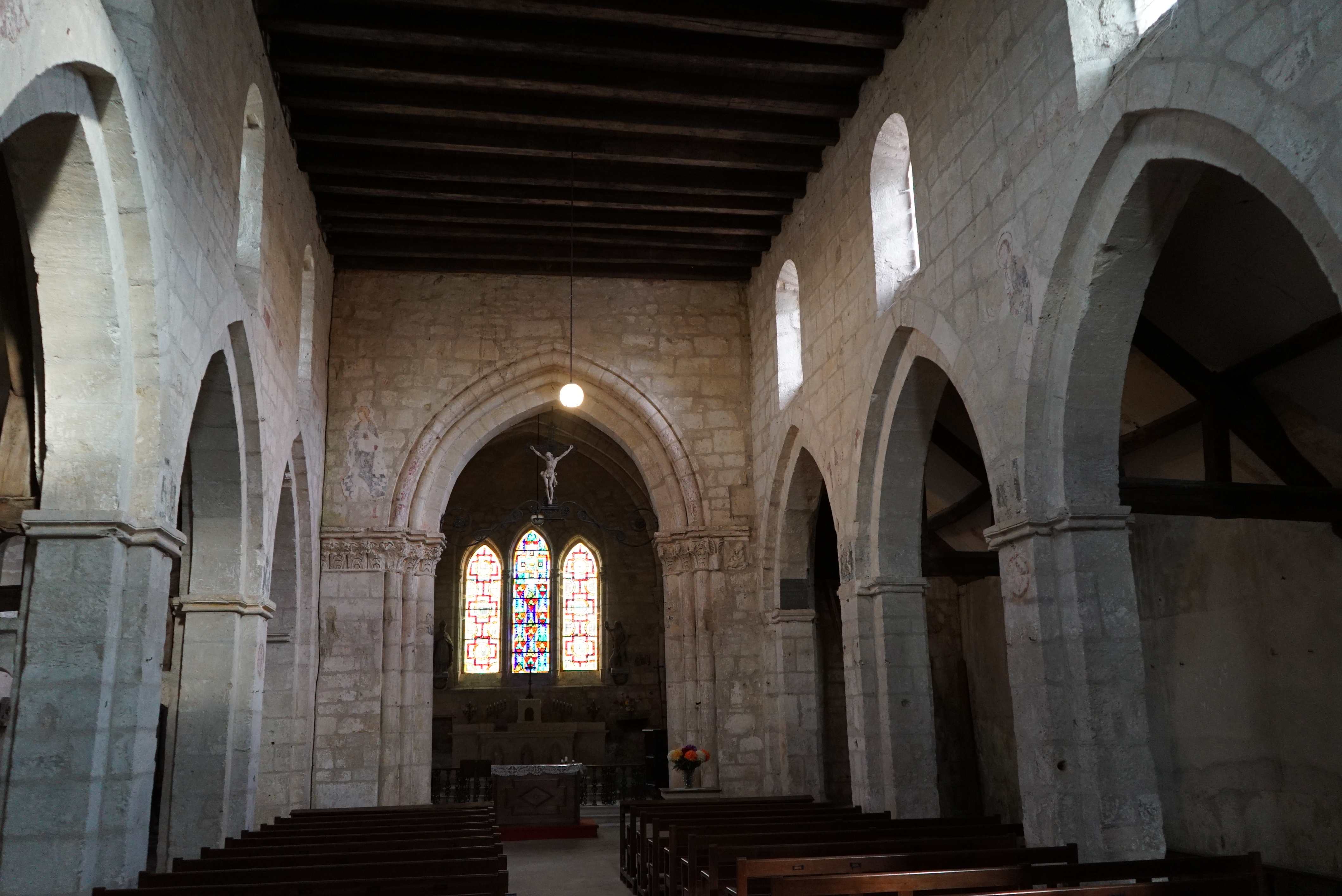
Nef, arcs brisés et plafond en bois,
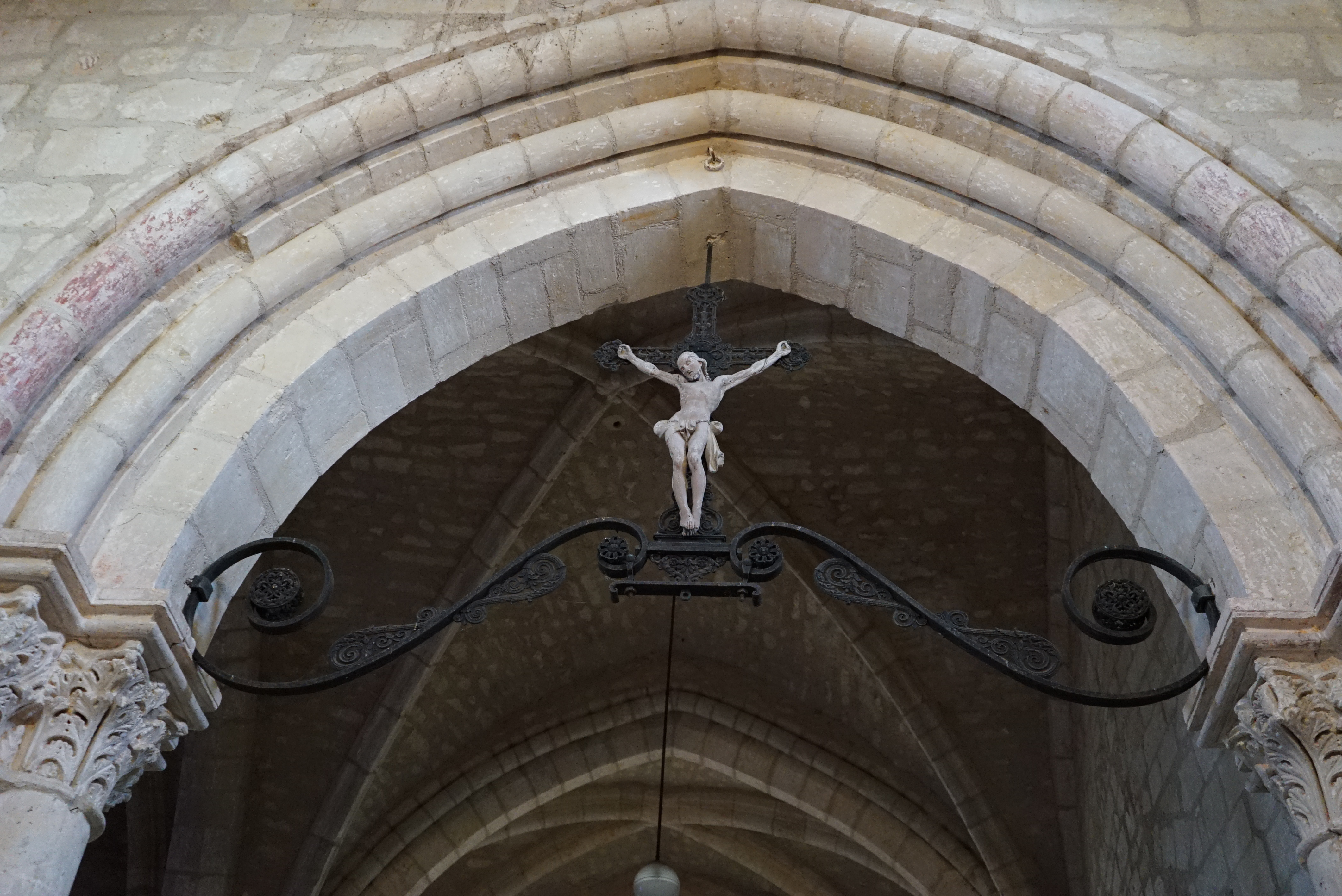
arc triomphale et poutre de gloire.